# Styggevatnet
Styggevatnet és un llac glacial alimentat per la glacera de Jostedalsbreen. Està situat al municipi de Luster, al comtat de Sogn og Fjordane, Noruega. El llac es troba al sud-est del llac d'Austdalsvatnet. El llac està regulat per una presa i la seva desembocadura en el riu Jostedøla. Es troba a uns 10 quilòmetres a l'est de Lodalskåpa i Brenibba al Parc Nacional de Jostedalsbreen.
Styggevatnet es troba a uns 18 quilòmetres del centre d'informació del Centre de Breheim, on es pot trobar sobre la glacera de Nigardsbreen. Al llac, és possible fer caiac amb un guia entre els icebergs d'una glacera propera.

## Galeria

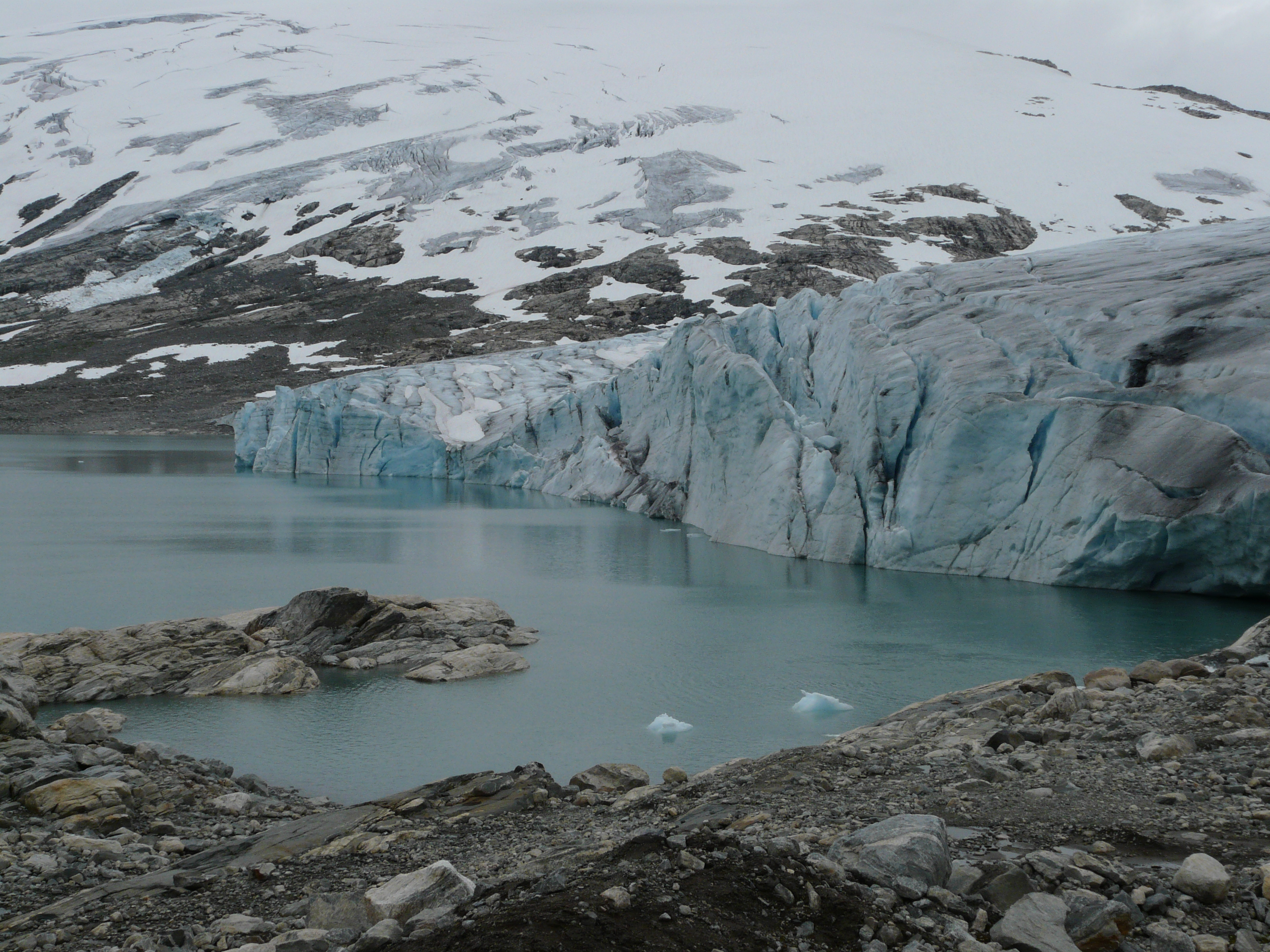
Vista de la glacera
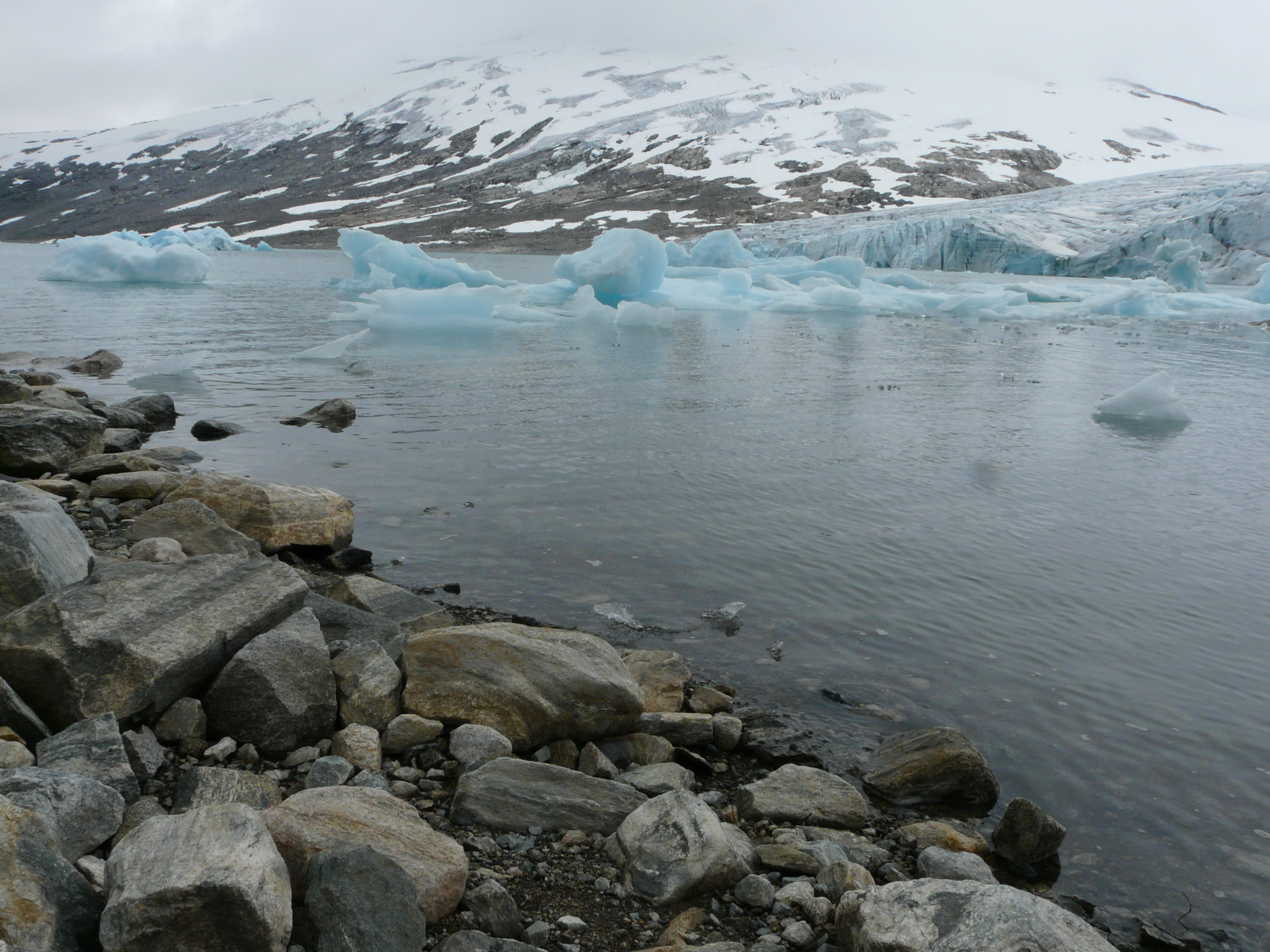
Llac Styggevatnet
Vista de la glacera (2011)
Vista del llac i la glacera (2011)
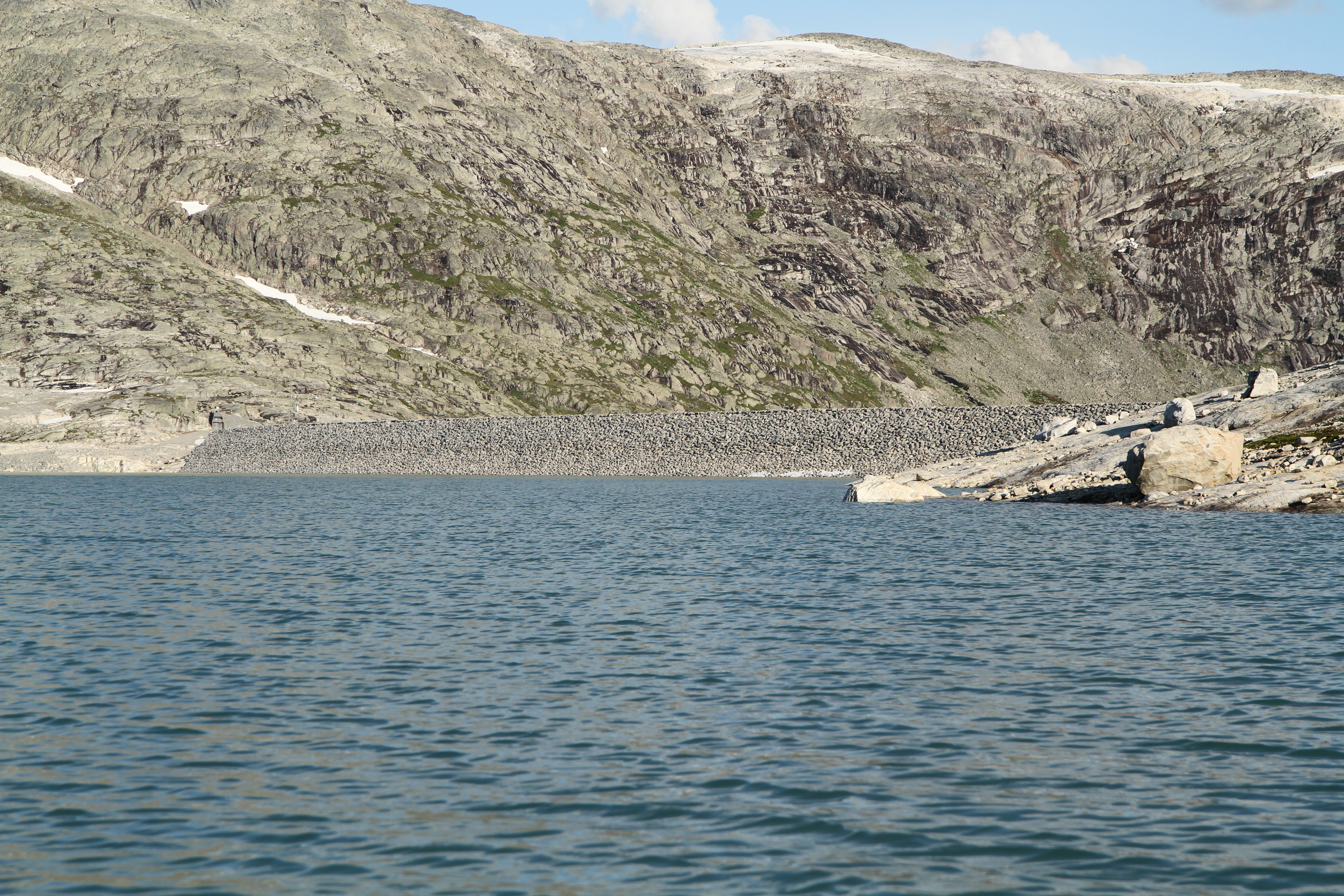
Presa del llac (2011)
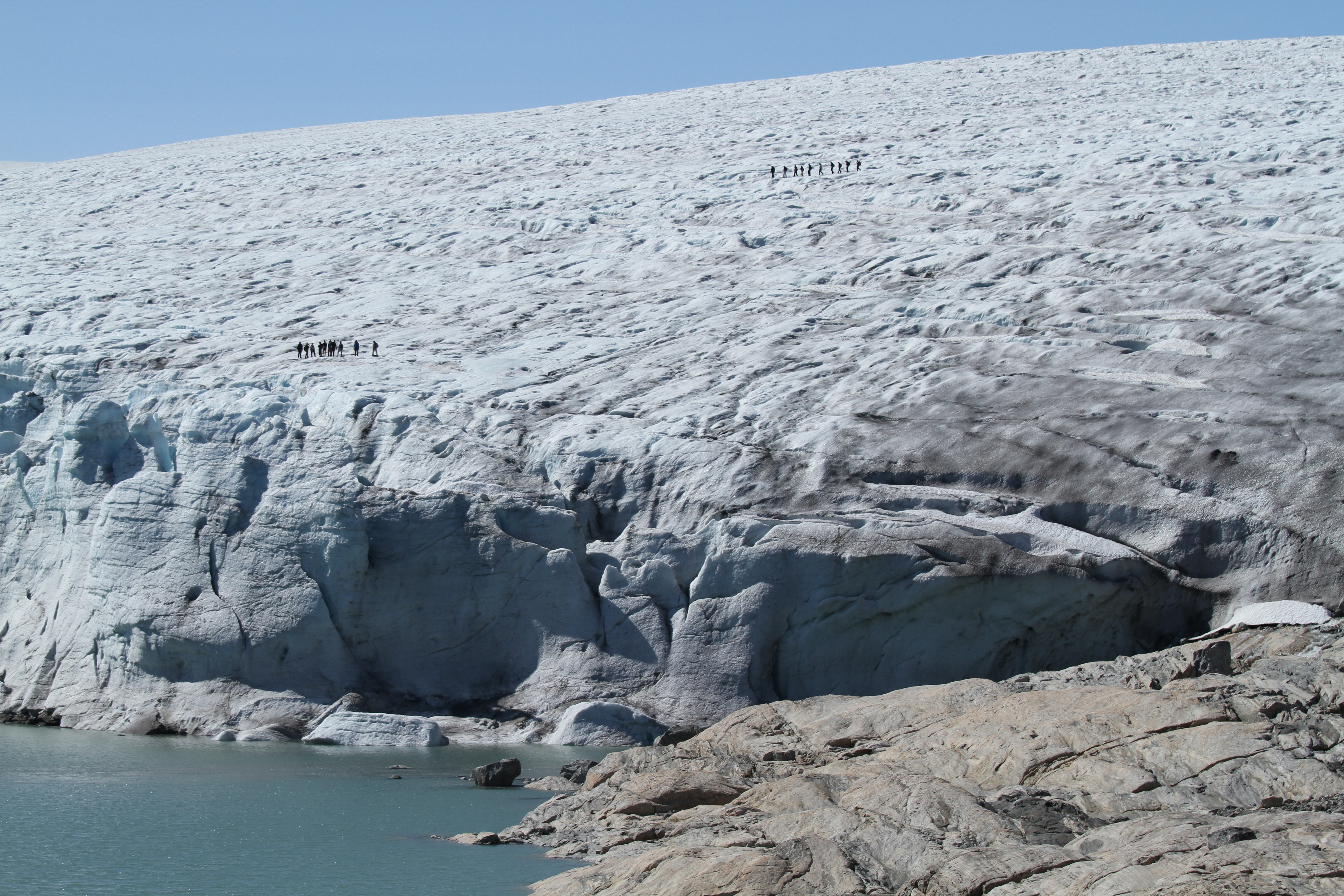
Tour a la glacera (2011)